# Luc Donckerwolke
Luc Donckerwolke, né le 19 juin 1965, est un designer automobile belge.

## Biographie
Après avoir œuvré successivement pour Audi, Skoda, Lamborghini (où il réalise la Murciélago et la Gallardo), Donckerwolke prend la tête du bureau de style de Seat le 15 septembre 2005.
Le 1er août 2011, il seconde Walter de Silva, le grand patron du style Volkswagen.  
Il est nommé  directeur du design chez Bentley. En 2016, il quitte le groupe Volkswagen pour intégrer le groupe coréen Hyundai en tant que responsable du design de Hyundai et Kia.
Il termine sa carrière chez Hyundai le 29 avril 2020 en ayant dessiné les Hyundai Genesis.
Il est ensuite directeur de la création chez Genesis Motors où il supervise la réalisation du trio de concept cars Genesis X Concept (2021), X Speedium Coupé (2022) et X Convertible (2022).